# Menesia bipunctata
Menesia bipunctata là một loài bọ cánh cứng trong họ Cerambycidae.

## Hình ảnh

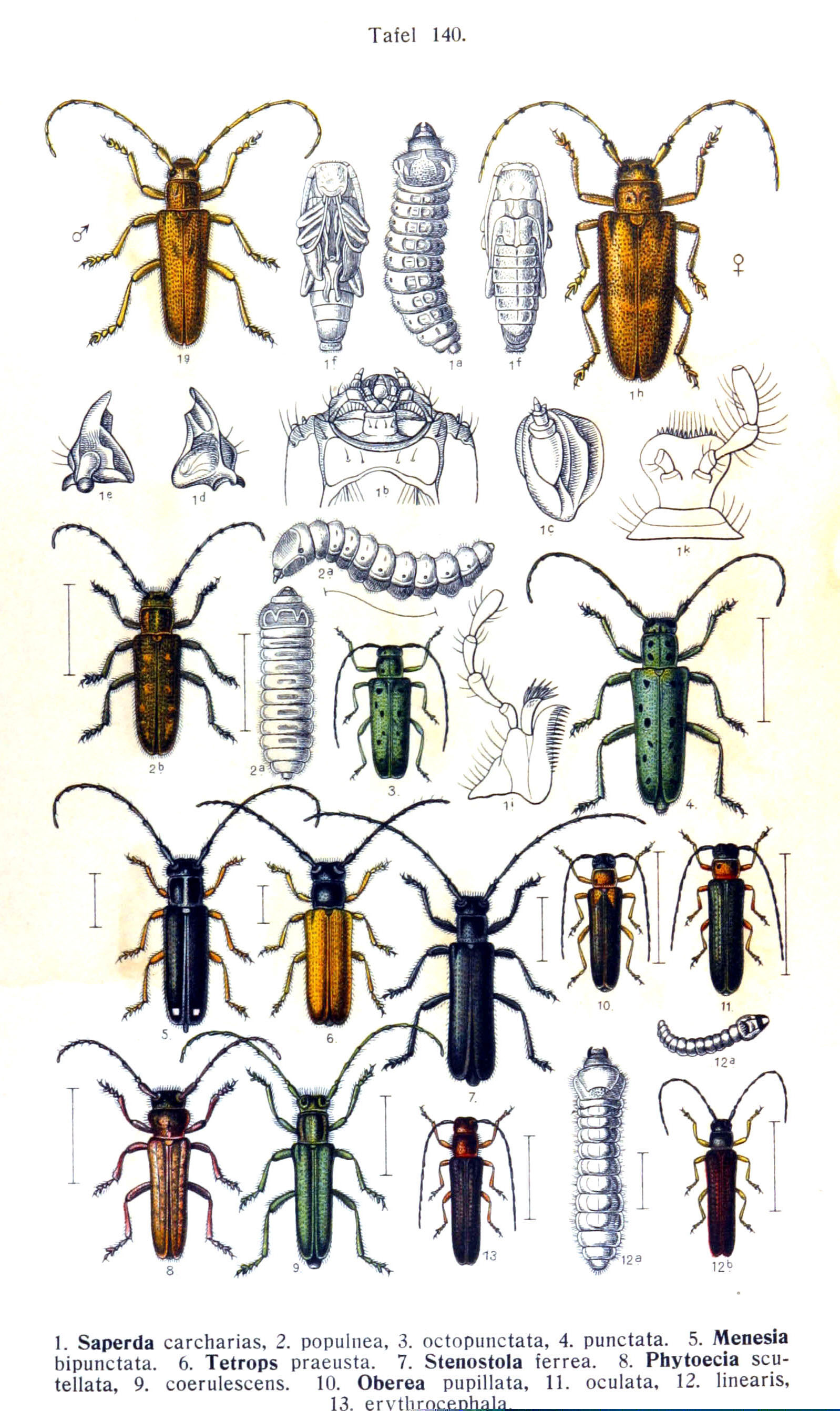